# Fordite
 (mars 2016).
 (mars 2018).
Si vous disposez d'ouvrages ou d'articles de référence ou si vous connaissez des sites web de qualité traitant du thème abordé ici, merci de compléter l'article en donnant les références utiles à sa vérifiabilité et en les liant à la section « Notes et références ».

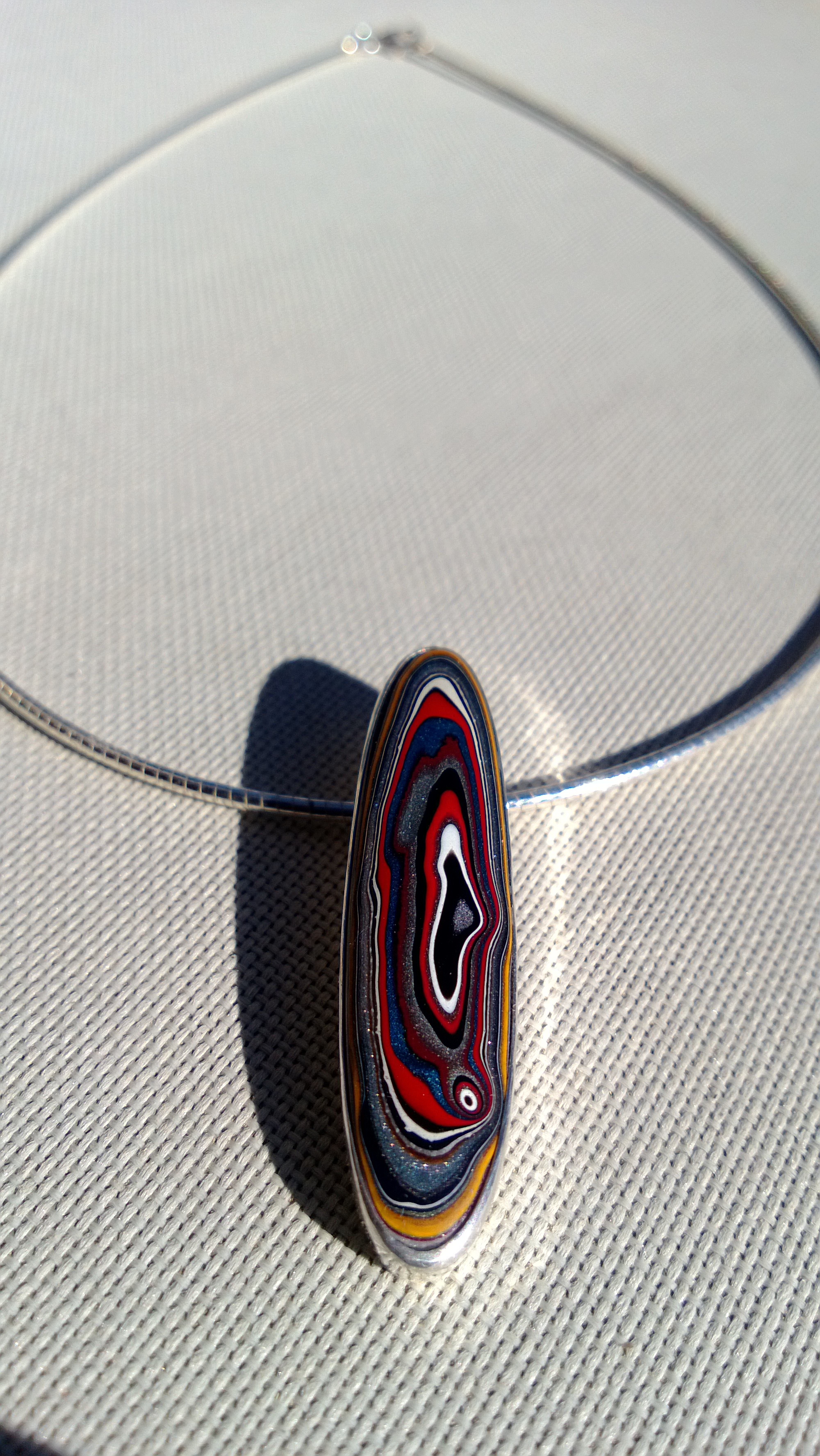
Un pendentif en fordite.

Une fordite, aussi appelée agate de Détroit, est un résidu de peinture automobile suffisamment épais et sec pour être découpé et poli. Une fordite est formée de couches de peinture déposées au cours de plusieurs années dans une usine automobile. Elle est désormais surtout utilisée en surcyclage pour de la décoration ou de la joaillerie.

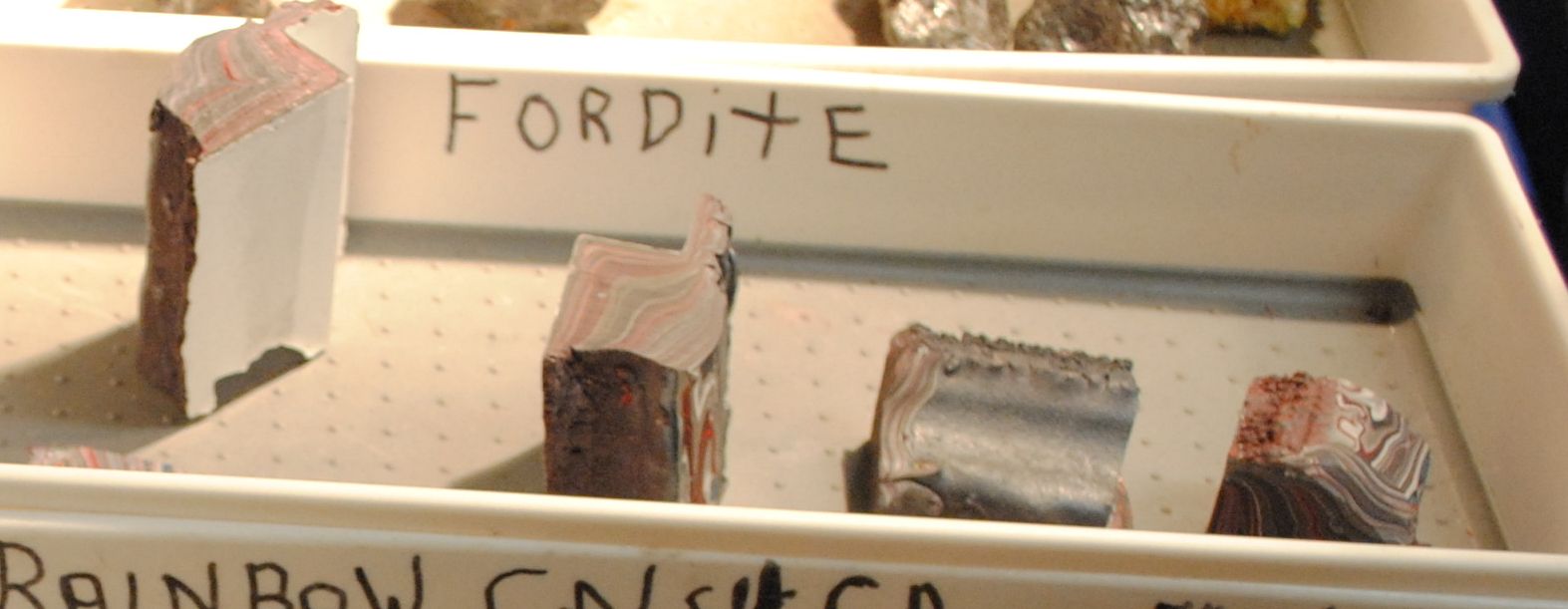
Fordite non travaillée.
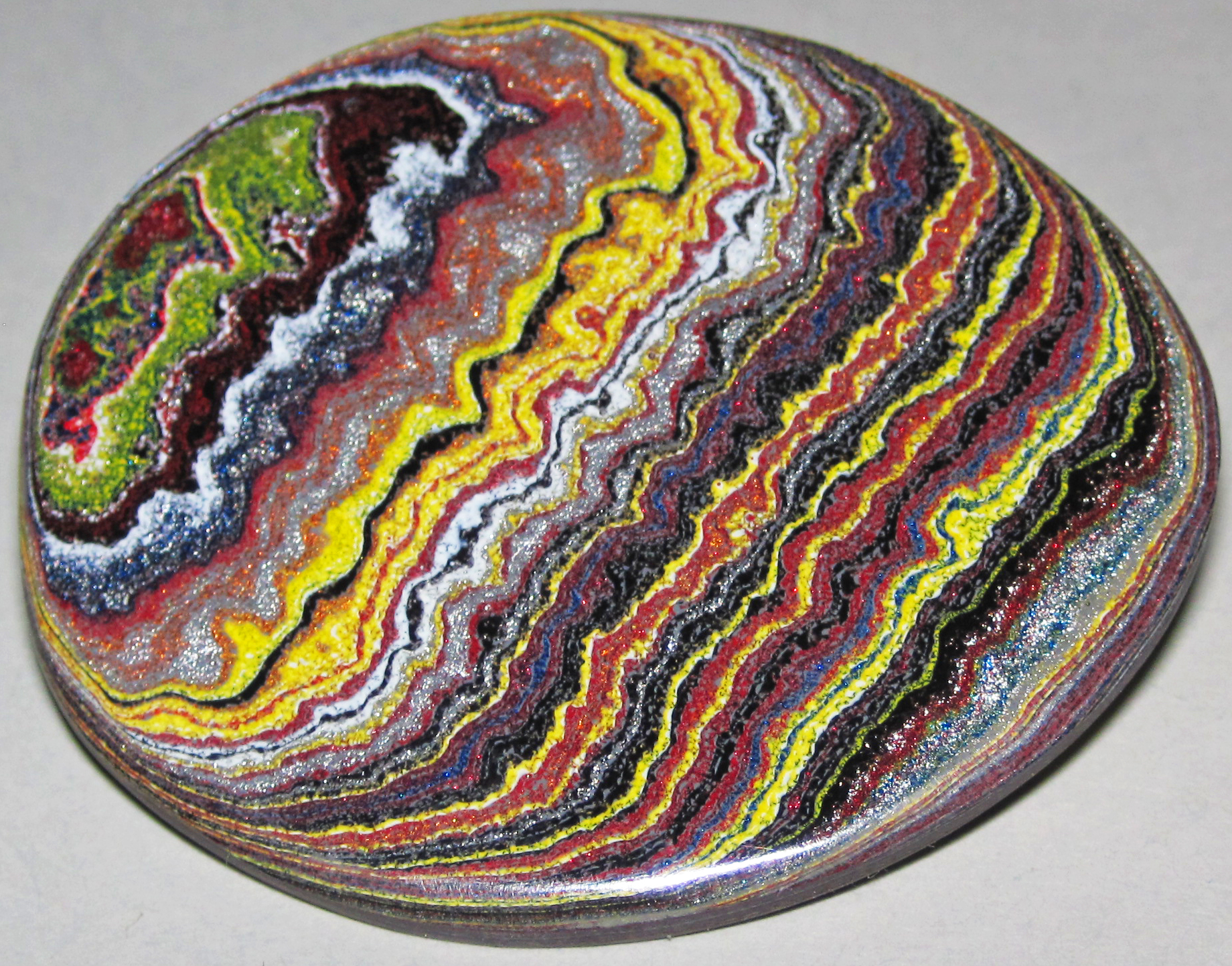
Fordite travaillée.
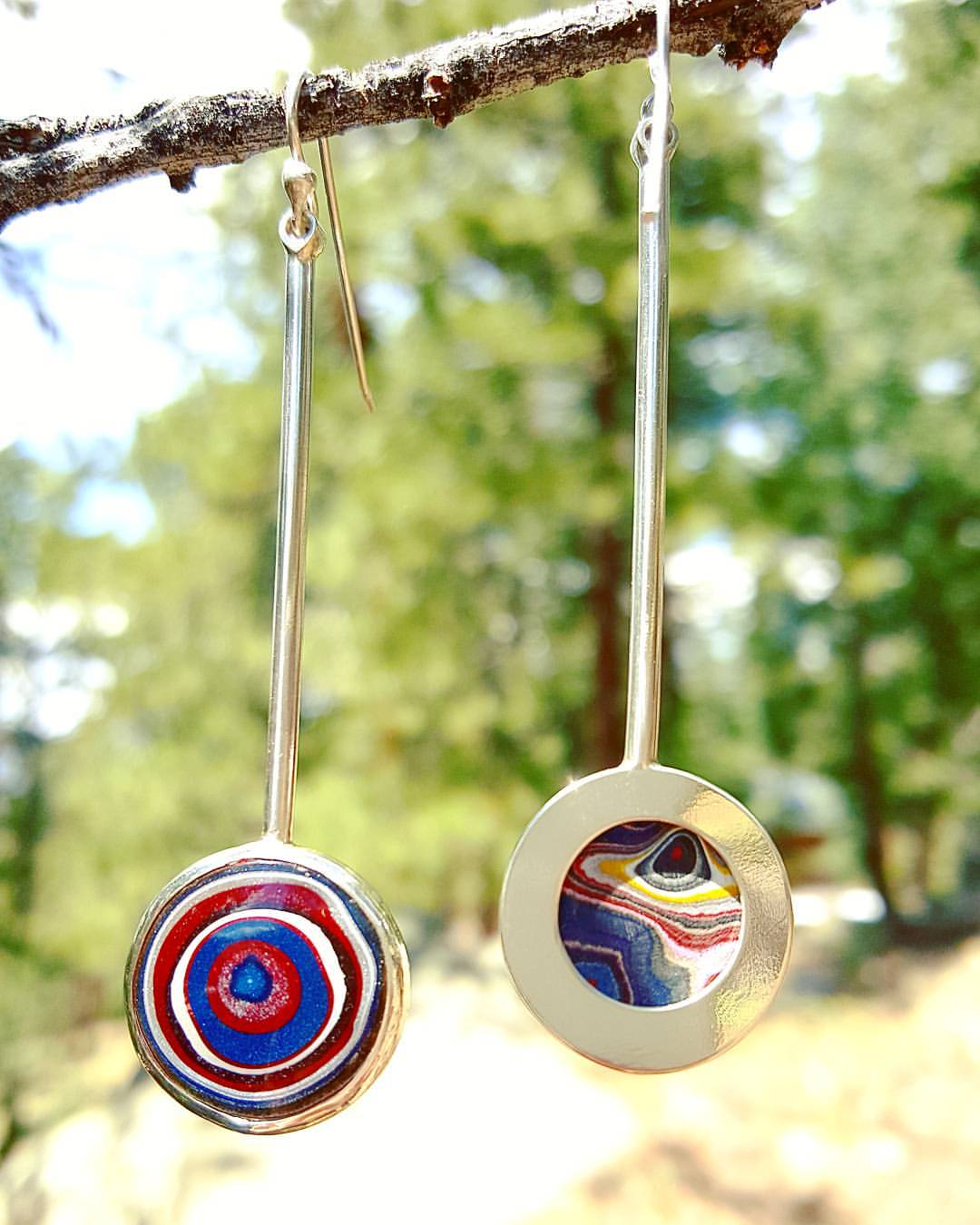
Fordite montée en pendentif.
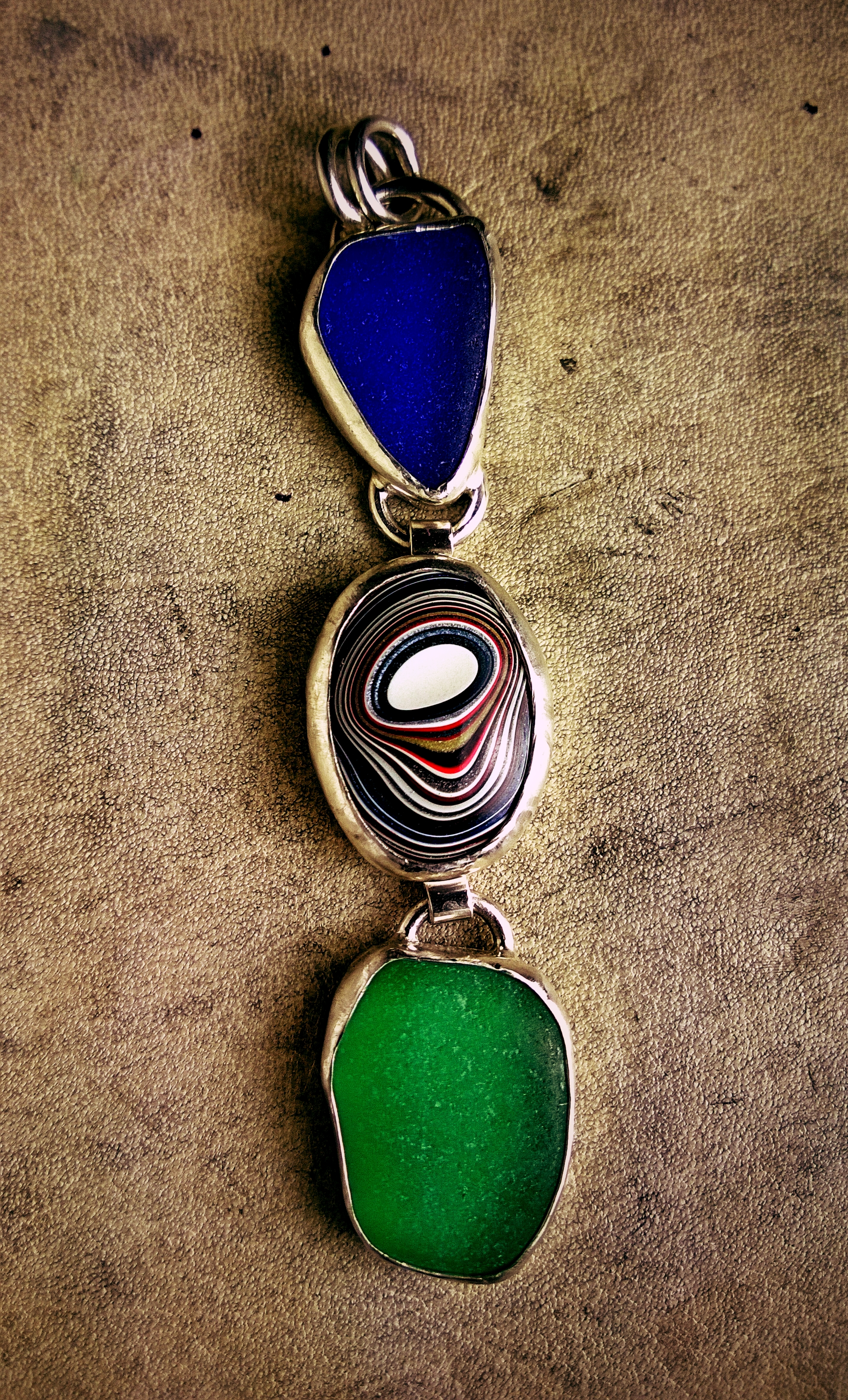
Fordite et verre de mer montés en bijou.